# آنتونیو کاراچیلو (بازیکن فوتبال، زاده ۱۹۱۷)
آنتونیو کاراچیلو (انگلیسی: Antonio Caracciolo; ۲۹ ژانویهٔ ۱۹۱۷ – ۷ مارس ۲۰۱۷) بازیکن فوتبال اهل ایتالیا بود.
از باشگاه‌هایی که در آن بازی کرده‌است می‌توان به باشگاه فوتبال اینتر میلان، باشگاه فوتبال کوزنتسا کالچو، باشگاه فوتبال آسکولی، باشگاه فوتبال چزنا، باشگاه فوتبال پرو ورچلی، و باشگاه فوتبال اسپال اشاره کرد.